# Patrouillenboot-Klasse P400
Die P400-Klasse (französisch Patrouilleur type P400 ‚Patrouillenboot-Klasse P400‘) ist ein Klasse von Hochsee-Patrouillenbooten.

## Allgemeines
Die Klasse wurde ab 1986 für die Marine nationale française in Dienst gestellt. Sie wurde für die Durchführung polizeilicher Einsätze in der Ausschließlichen Wirtschaftszone (AWZ) Frankreichs entwickelt und von der Werft Constructions Mécaniques de Normandie gebaut. Zwei der Schiffe sind bei der gabunischen Marine im Einsatz. Sämtliche Schiffe der P400-Klasse sind bzw. waren in den französischen Überseeterritorien (DOM/TOM) eingesetzt. Bei einer Geschwindigkeit von 15 Knoten liegt die Reichweite bei 4200 Seemeilen.
Die Schiffe wurden zwischen 1983 und 1990 gebaut. In Frankreich sind nur noch die beiden Boote La Glorieuse (P686) und La Moqueuse (P688) im Einsatz, deren Aussonderung ist für 2020 vorgesehen ist.
Als Ersatz wurden zwischen 2011 und 2017 Avisos der D’Estienne-d’Orves-Klasse (Typ A69) und Patrouillenboote der Confiance-Klasse (Patrouilleurs Antilles Guyane, PAG) beschafft.

## Verbreitung
- Frankreich

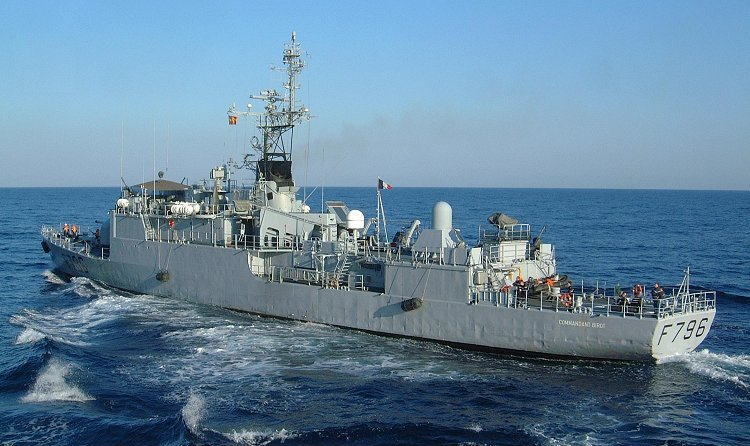
Commandant Birot der Nachfolgeklasse Estienne d’Orves

  - L’Audacieuse (P682), 2011 außer Dienst gestellt und in Brest abgebrochen.
  - La Boudeuse  (P683), 2011 außer Dienst gestellt; 2011–2015 bei der Reserveflotte in der Bucht bei Landévennec; 2015 in Havre abgebrochen.
  - La Capricieuse (P684), 2017 außer Dienst gestellt[1]; 2018 in Landévennec abgebrochen.
  - La Fougueuse (P685), 2009 außer Dienst gestellt; 2009–2016 bei der Reserveflotte in der Bucht bei Landévennec; 2016 in Havre abgebrochen.
  - La Glorieuse (P686), Außerdienststellung für 2020 angekündigt.[1]
  - La Gracieuse (P687), 2017 außer Dienst gestellt[1]; 2018 in Landévennec abgebrochen.
  - La Moqueuse (P688), Außerdienststellung für 2020 angekündigt.[1]
  - La Railleuse (P689), 2011 außer Dienst gestellt; 2011–2015 bei der Reserveflotte in der Bucht bei Landévennec; 2016 in Le Havre abgebrochen.
  - La Rieuse (P690), 2011 als Harembee nach Kenia verkauft.
  - La Tapageuse (P691), 2014 an Gabun verkauft.[2][3]

- Gabun
  - Général Ba-Oumar (P07)
  - Colonel Djoué Dabany (P08)
- Uruguay
  - Quince de Noviembre (ROU 05)
  - Veinticinco de Agosto (ROU 06)
  - Comodoro Coe (ROU 07)
- Oman
  - Al Bushra (B1)
  - Al Mansoor (B2)
  - Al Najah (B3)
- Brasilien
  - Classe NAPA 500
- Kenia
  - KNS Harambee II (ex-La Rieuse)